# Льон український
Льон український (Linum ucranicum) — вид багаторічних трав'янистих рослин роду льон родини льонові.

## Поширення
Льон український — донецько-донський ендемік. Росте тільки на території України і південної Росії — у басейні Сіверського Дінця і його приток та по середній течії Дону.
Як правило, росте на крейдяних ґрунтах: як на оголеннях крутих схилів з виходами на поверхню щільних шарів корінної товщі крейди, так і на рухомих оголених осипах на стінках і схилах молодих ярів. Зазвичай трапляється на південних схилах.

## Опис
Льон український — трав'яниста багаторічна рослина з висхідними стеблами, голими і дерев'янистими біля основи і з прикореневою розеткою ланцетоподібних сидячих листків.
Квітки великі, до 2 см у діаметрі, жовті. Плід — коробочка, з гладким насінням. Квітне з травня по липень.

## Охорона
Льон український включений до Червоної книги Харківської області, а також до Червоних книг деяких суб'єктів Російської Федерації: Бєлгородської, Курської, Ростовської і Ульяновської областей.

## Ботанічна класифікація

### Синоніми
За даними The Plant List на 2010 рік, у синоніміку виду входять:
- Linum flavum var. ucranicum Griseb. ex Planch.
- Linum ucranicum subsp. uralense (Juz.) T.V.Egorova
- Linum uralense Juz.